# Бруно Ганц
Бру́но Ганц (22 березня 1941 , Цюрих  — 16 лютого 2019 , Au, Цюрих ) — швейцарський актор, кар'єра якого на німецькому телебаченні та в кінопродукції нараховує майже 60 років. Відомий своєю співпрацею з режисерами Вернером Герцогом, Еріком Ромером, Френсісом Фордом Копполою та Вімом Вендерсом. Завоював широке визнання ролями Джонатана Ціммермана в трилері «Американський друг» (1977), Джонатана Харкера в х/ф «Носферату — привид ночі» (1979) та ангела Даміеля в романтичному фільмі «Небо над Берліном» (1987).

## Вибіркова фільмографія
- 1976 — «Маркіза О»
- 1977 — «Американський друг»
- 1981 — «Провінціалка»
- 1987 — «Небо над Берліном»
- 1991 — «Діти природи»
- 1992 — «Наші останні дні»
- 1998 — «Вічність і один день» (Μια αιωνιότητα και μια μέρα) — Александр
- 2003 — «Лютер»
- 2004 — «Бункер»
- 2006 — «Вітус» (Vitus) — дід Вітуса
- 2008 — «Читець»
- 2011 — «Невідомий»
- 2013 — «Міхаель Кольхаас» (Michael Kohlhaas) — губернатор
- 2018 — «Дім, який побудував Джек» — Вердж
- 2019 — «Приховане життя»

## Театральні роботи
1962 року Ганц переїхав до Німеччини, де брав участь у численних фільмах та виставах. У 1970 році перебрався до Берліну, де почав працювати у заснованому Петером Штайном театрі «Шаубюне». Грав у виставах: «Мати» за романом Максима Горького, «Принц Фрідріх хомбургського» за Генріхом фон Кляйстом, «Смерть Емпедокла» за Фрідріхом Гельдерліном тощо.
Одна з кращих театральних ролей Бруно Ганца — Гамлет у постановці шекспірівської п'єси, здійсненої Штайном у 1982 році.
З 22 по 23 липня 2000 року Петер Штайн на всесвітній виставці ЕКСПО у Ганновері представив свій проект «Faust» — перша постановка повної версії «Фауста» Йоганна Гете. Вистава «Фауст I» тривала 8 годин, «Фауст II» — 14 годин. Згодом 20-годинну виставу було відтворено у Відні та Берліні. Роль Фауста виконав Бруно Ганц.

## Громадська позиція
У 2018 підтримав звернення Європейської кіноакадемії на захист ув'язненого у Росії українського режисера Олега Сенцова